# Dawson Sihavong
Dawson Stephen Sihavong (ur. 17 stycznia 2001) – laotański zapaśnik walczący w stylu wolnym. Ósmy na igrzyskach azjatyckich w 2022. Srebrny medalista igrzysk Azji Południowo-Wschodniej w 2023 roku.